# Santa Cruz (Pernambuco)
Santa Cruz is een gemeente in de Braziliaanse deelstaat Pernambuco. De gemeente telt 14.782 inwoners (schatting 2009).
De gemeente grenst aan Ouricuri, Lagoa Grande, Parnamirim, Santa Maria da Boa Vista, Dormentes en Santa Filomena.